# Полонейка
Полонейка (рос. Полонейка) — присілок в Куньїнському районі Псковської області Російської Федерації.
Населення становить 21 особу. Входить до складу муніципального утворення Пухновська волость.

## Історія
Від 2015 року входить до складу муніципального утворення Пухновська волость.

## Населення
| 2001 | 2002 | 2010 |
| ---- | ---- | ---- |
| 45   | ↘41  | ↘21  |